# Sikkerhedsventil
Sikkerhedsventiler anvendes bl.a. i kedelanlæg for at sikre at et givent tryk ikke overskrides. hvis kedlen er godkendt til f.eks. 10 bar placeres desuden en sikkerhedsventil på 10 bar på kedlen. hvis trykket overstiger 10 bar åbner sikkerhedsventilen og lukker mediet ud, hvilket er at foretrække frem for at kedlen sprænger.
| Maskiner | Spire Denne artikel om maskiner, maskindele og apparater er en spire som bør udbygges. Du er velkommen til at hjælpe Wikipedia ved at udvide den. |